# مارتن ساتريانو
مارتن ساتريانو (مواليد 20 فبراير 2001) هو لاعب كرة قدم أورغوياني يلعب في مركز المهاجم في نادي إمبولي.

## وصلات خارجية
- مارتن ساتريانو على موقع قاعدة بيانات كرة القدم.إي يو (الإنجليزية)
- مارتن ساتريانو على موقع ليكيب (الفرنسية)
- مارتن ساتريانو على موقع ناشيونال فوتبول تيمز (الإنجليزية)
- مارتن ساتريانو على موقع Soccerbase.com (لاعب) (الإنجليزية)
- مارتن ساتريانو على موقع Soccerway.com (الإنجليزية)
- مارتن ساتريانو على موقع عالم كرة القدم.نت (الإنجليزية)